# James Gurney
James Gurney (Glendale, 14 giugno 1958) è un pittore, illustratore e scrittore statunitense.
È noto per la sua serie di libri illustrati Dinotopia, presentata sotto forma di diario di un esploratore del XIX secolo che viaggia su un'isola utopica coabitata da umani e dinosauri.
Gurney è anche un paleoartista che raffigura e restaura nei suoi dipinti fauna estinta come dinosauri.

## Biografia
James Gurney è nato il 14 giugno 1958 a Glendale, in California. È cresciuto a Palo Alto, in California, il più giovane dei cinque figli di Joanna e Robert Gurney, un ingegnere meccanico.
Crescendo ha mostrato grande interesse per i dinosauri ma ha trovato pochi libri sull'argomento nella biblioteca locale o nella scuola. Il primo fossile di dinosauro che vide fu quello di un allosauro in un museo. La sua passione per i dinosauri lo portò ad interessarsi all'archeologia. Da giovane scavava nel cortile di casa alla ricerca di punte di freccia o di templi perduti.
Ha studiato antropologia presso l'Università della California - Berkeley, conseguendo nel 1979 una laurea in arte con menzione della associazione Phi Beta Kappa. Ha poi studiato illustrazione presso l'Art Center College of Design di Pasadena, in California, per un paio di semestri.
A seguito di un viaggio attraverso il paese sui treni merci, è coautore con Thomas Kinkade di The Artist's Guide to Sketching nel 1982.
Gurney e Kinkade hanno anche lavorato come pittori di scene di sfondo per il film d'animazione Fire and Ice (1983), coprodotto da Ralph Bakshi e Frank Frazetta.
La carriera di illustratore freelance di Gurney è iniziata negli anni '80, periodo durante il quale ha sviluppato le sue caratteristiche interpretazioni realistiche di scene fantastiche, dipinte a olio utilizzando metodi simili ai realisti accademici e agli illustratori dell'età dell'oro olandese. Ha dipinto più di 70 copertine per romanzi tascabili di fantascienza e fantasy e ha creato diversi modelli di francobolli per lo United States Postal Service, in particolare Il mondo dei dinosauri nel 1996.
A partire dal 1983 ha iniziato a lavorare su oltre una dozzina di incarichi per la rivista National Geographic, comprese le ricostruzioni delle antiche civiltà Moche, Kushite ed Etrusca, e illustrazioni sui viaggi di Giasone e Ulisse per Tim Severin.
L'ispirazione derivante dalla ricerca di queste ricostruzioni archeologiche ha portato a una serie di panorami del mondo perduto, tra cui Waterfall City (1988) e Dinosaur Parade (1989).
Con l'incoraggiamento degli editori in pensione Ian e Betty Ballantine, interruppe il suo lavoro freelance e dedicò due anni a scrivere e illustrare Dinotopia: A Land Apart from Time, pubblicato nel 1992. Il libro è stato inserito nella lista dei bestseller del New York Times e ha vinto i premi Hugo, World Fantasy, Chesley, Spectrum e Colorado Children's Book. Ha venduto oltre un milione di copie ed è stato tradotto in 18 lingue.
I sequel di Dinotopia scritti e illustrati da Gurney includono Dinotopia: The World Beneath (1995), Dinotopia: First Flight (1999) e Dinotopia: Journey to Chandara (2007).
Le opere d'arte originali di Gurney tratte dai libri Dinotopia sono state esposte al Museo Nazionale di Storia Naturale della Smithsonian Institution, al Museo Norman Rockwell, al Royal Tyrrell Museum e sono state poi usate per una mostra itinerante negli Stati Uniti e in Europa.
Più recentemente, ha scritto due libri di educazione artistica: Imaginative Realism: How to Paint What Doesn't Exist (2009), un libro sul disegno e la pittura di cose che non esistono; e Color and Light: A Guide for the Realist Painter (2010). Questi libri si basano sui post del blog di Gurney, in cui fornisce consigli pratici agli artisti realisti e fantasy.
Il 21 febbraio 2012, Gurney è stato nominato Living Master dall'Art Renewal Center .
Il dinosauro Torvosaurus gurneyi è stato chiamato così in onore di Gurney nel 2014.